# Telestula stocki
Telestula stocki is een zachte koraalsoort uit de familie Clavulariidae. De koraalsoort komt uit het geslacht Telestula. Telestula stocki werd in 1990 voor het eerst wetenschappelijk beschreven door Weinberg. 